# Championnats du monde d'athlétisme 2013
Navigation
Les 14es Championnats du monde d'athlétisme se déroulent du 10 au 18 août 2013 à Moscou, en Russie. Le nom officiel de la compétition, en anglais, est « 2013 IAAF World Championships ».
La Russie accueille pour la première fois cet événement sportif organisé depuis 1983 par l'Association internationale des fédérations d'athlétisme (IAAF) et, pour cette édition, par la Fédération russe d'athlétisme (LAR). Les épreuves sur piste se déroulent au sein du stade Loujniki, tandis que les épreuves sur route (marathon et marche) se disputent sous forme de circuits, le long de la Moskova, entre le stade et le Kremlin, ainsi que dans le parc Loujniki pour la marche.
1 974 athlètes (1 106 hommes et 868 femmes), issus de 206 fédérations sur 212 membres de l'IAAF, sont inscrits sur la liste des participants. Quarante-sept épreuves figurent au programme de cette compétition (24 masculines et 23 féminines), soit les mêmes que lors de la précédente édition à Daegu.
Les Jamaïcains Usain Bolt et Shelly-Ann Fraser-Pryce réalisent le triplé 100 m, 200 m et 4 × 100 m, Bolt devenant avec huit médailles d'or remportées  l'athlète le plus titré dans cette compétition avec les Américains Carl Lewis, Michael Johnson et Allyson Felix. Le Britannique Mohamed Farah s'impose sur 5 000 m et 10 000 m, doublé que l'Américain LaShawn Merritt réussit sur 400 m et 4 × 400 m. Deux records continentaux, trois records des championnats du monde et vingt-deux meilleures performances mondiales de l'année sont améliorés lors de ces championnats. Aucun record du monde n'y est établi.

## Organisation

### Sélection de la ville hôte
Au moment de la date-limite du dépôt des candidatures, Moscou et trois autres villes (Barcelone, Brisbane et Göteborg) étaient candidates, Göteborg se retirant peu après en raison du soutien insuffisant du gouvernement suédois. L'IAAF a annoncé que Moscou serait la ville des Championnats lors de son Conseil à Mombasa le 27 mars 2007. La candidature de Moscou avait été annoncée par le maire adjoint Valeriy Vinogradov, le 13 mars 2006 aussi bien pour les Championnats du monde en 2011 que pour ceux de 2013.

### Récompenses
Comme lors de l'édition précédente, plus de 7 millions de dollars américains (USD) sont distribués aux finalistes (exactement 7 194 000 $), le gagnant de chaque épreuve individuelle empochant 60 000 $, le médaillé d'argent 30 000 $, le médaillé de bronze 20 000 $, et ainsi de suite jusqu'au 8e et dernier finaliste qui reçoit la somme de 4 000 $. Pour les relais, l'équipe gagnante reçoit 80 000 $ et les sept autres finalistes sont également récompensés. Par ailleurs, l'athlète ou l'équipe qui réalisera un nouveau record du monde bénéficiera d'une prime de 100 000 $ de la part de deux des sponsors principaux.

### Équipement du stade et sites de la compétition

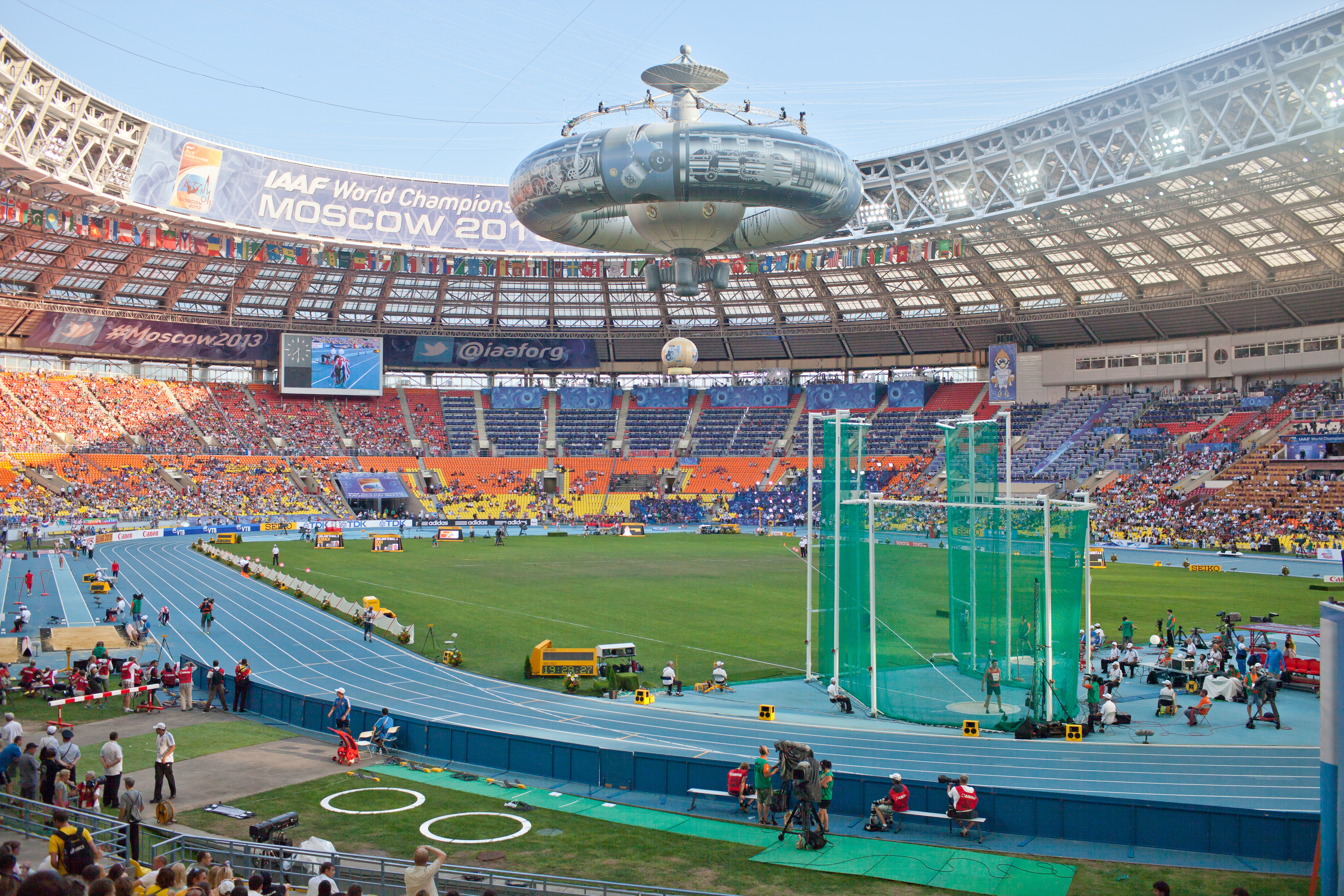
Le Stade Loujniki lors des championnats du monde 2013.

Le Stade Loujniki, situé dans le Complexe olympique Loujniki, est le site principal des compétitions. Il a accueilli en tant que stade Lénine les Jeux olympiques d'été de 1980, et a été rénové en vue de ces championnats et de la Coupe du monde de football 2018. Il dispose de 78 360 places assises. C'est l'entreprise Mondo qui a équipé le stade d'une nouvelle piste de couleur bleue, comme aux championnats du monde de 2009 à Berlin ou à ceux de 2011 à Daegu.

### Mascotte
À l'issue d'un concours sur Internet ouvert au public, le moineau est choisi comme mascotte de ces championnats, car « il partage de nombreuses qualités avec les athlètes : il est vif, léger et agile ».

### Calendrier
Le calendrier des épreuves est le suivant :
| S | Séries | Q | Qualifications | ½ | Demi-finales | F | Finales |

| Date →           | Sam 10 | Sam 10 | Dim 11 | Dim 11 | Dim 11 | Lun 12 | Lun 12 | Lun 12 | Mar 13 | Mar 13 | Mer 14 | Mer 14 | Jeu 15 | Jeu 15 | Ven 16 | Ven 16 | Sam 17 | Sam 17 | Dim 18 | Dim 18 | Dim 18 |
| Événement ↓      | M      | A      | M      | A      | A      | M      | A      | A      | M      | A      | M      | A      | M      | A      | M      | A      | M      | A      | M      | A      | A      |
| ---------------- | ------ | ------ | ------ | ------ | ------ | ------ | ------ | ------ | ------ | ------ | ------ | ------ | ------ | ------ | ------ | ------ | ------ | ------ | ------ | ------ | ------ |
| 100 m            | Q      | S      |        | ½      | F      |        |        |        |        |        |        |        |        |        |        |        |        |        |        |        |        |
| 200 m            |        |        |        |        |        |        |        |        |        |        |        |        |        |        | S      | ½      |        | F      |        |        |        |
| 400 m            |        |        | S      |        |        |        | ½      | ½      |        | F      |        |        |        |        |        |        |        |        |        |        |        |
| 800 m            | S      |        |        | ½      | ½      |        |        |        |        | F      |        |        |        |        |        |        |        |        |        |        |        |
| 1 500 m          |        |        |        |        |        |        |        |        |        |        | S      |        |        |        |        | ½      |        |        |        | F      | F      |
| 5 000 m          |        |        |        |        |        |        |        |        | S      |        |        |        |        |        |        | F      |        |        |        |        |        |
| 10 000 m         |        | F      |        |        |        |        |        |        |        |        |        |        |        |        |        |        |        |        |        |        |        |
| Marathon         |        |        |        |        |        |        |        |        |        |        |        |        |        |        |        |        |        | F      |        |        |        |
| 110 m Haies      |        |        | S      |        |        |        | ½      | F      |        |        |        |        |        |        |        |        |        |        |        |        |        |
| 400 m haies      |        |        |        |        |        | S      |        |        |        | ½      |        |        |        | F      |        |        |        |        |        |        |        |
| 3 000 m steeple  |        |        |        |        |        | S      |        |        |        |        |        |        |        | F      |        |        |        |        |        |        |        |
| Relais 4 × 100 m |        |        |        |        |        |        |        |        |        |        |        |        |        |        |        |        |        |        |        | S      | F      |
| Relais 4 × 400 m |        |        |        |        |        |        |        |        |        |        |        |        |        | S      |        | F      |        |        |        |        |        |
| 20 km marche     |        |        |        | F      | F      |        |        |        |        |        |        |        |        |        |        |        |        |        |        |        |        |
| 50 km marche     |        |        |        |        |        |        |        |        |        |        | F      |        |        |        |        |        |        |        |        |        |        |
| Longueur         |        |        |        |        |        |        |        |        |        |        | Q      |        |        |        |        | F      |        |        |        |        |        |
| Triple           |        |        |        |        |        |        |        |        |        |        |        |        |        |        | Q      |        |        |        |        | F      | F      |
| Hauteur          |        |        |        |        |        |        |        |        | Q      |        |        |        |        | F      |        |        |        |        |        |        |        |
| Perche           | Q      |        |        |        |        |        | F      | F      |        |        |        |        |        |        |        |        |        |        |        |        |        |
| Poids            |        |        |        |        |        |        |        |        |        |        |        |        | Q      |        |        | F      |        |        |        |        |        |
| Disque           |        |        |        |        |        | Q      |        |        |        | F      |        |        |        |        |        |        |        |        |        |        |        |
| Marteau          |        | Q      |        |        |        |        | F      | F      |        |        |        |        |        |        |        |        |        |        |        |        |        |
| Javelot          |        |        |        |        |        |        |        |        |        |        |        |        | Q      |        |        |        |        | F      |        |        |        |
| Décathlon        | F      | F      | F      | F      | F      |        |        |        |        |        |        |        |        |        |        |        |        |        |        |        |        |

| Date             | Sam 10 | Sam 10 | Dim 11 | Dim 11 | Lun 12 | Lun 12 | Lun 12 | Mar 13 | Mar 13 | Mer 14 | Mer 14 | Jeu 15 | Jeu 15 | Ven 16 | Ven 16 | Sam 17 | Sam 17 | Sam 17 | Dim 18 | Dim 18 | Dim 18 |
| Événement ↓      | M      | A      | M      | A      | M      | A      | A      | M      | A      | M      | A      | M      | A      | M      | A      | M      | A      | A      | M      | A      | A      |
| ---------------- | ------ | ------ | ------ | ------ | ------ | ------ | ------ | ------ | ------ | ------ | ------ | ------ | ------ | ------ | ------ | ------ | ------ | ------ | ------ | ------ | ------ |
| 100 m            |        |        | S      |        |        | ½      | F      |        |        |        |        |        |        |        |        |        |        |        |        |        |        |
| 200 m            |        |        |        |        |        |        |        |        |        |        |        | S      | ½      |        | F      |        |        |        |        |        |        |
| 400 m            |        | S      |        | ½      |        | F      | F      |        |        |        |        |        |        |        |        |        |        |        |        |        |        |
| 800 m            |        |        |        |        |        |        |        |        |        |        |        | S      |        |        | ½      |        |        |        |        | F      | F      |
| 1 500 m          |        |        | S      |        |        |        |        |        | ½      |        |        |        | F      |        |        |        |        |        |        |        |        |
| 5 000 m          |        |        |        |        |        |        |        |        |        | S      |        |        |        |        |        |        | F      | F      |        |        |        |
| 10 000 m         |        |        |        | F      |        |        |        |        |        |        |        |        |        |        |        |        |        |        |        |        |        |
| Marathon         | F      |        |        |        |        |        |        |        |        |        |        |        |        |        |        |        |        |        |        |        |        |
| 100 m haies      |        |        |        |        |        |        |        |        |        |        |        |        |        | S      |        |        | ½      | F      |        |        |        |
| 400 m haies      |        |        |        |        | S      |        |        |        | ½      |        |        |        | F      |        |        |        |        |        |        |        |        |
| 3 000 m steeple  |        | S      |        |        |        |        |        |        | F      |        |        |        |        |        |        |        |        |        |        |        |        |
| Relais 4 × 100 m |        |        |        |        |        |        |        |        |        |        |        |        |        |        |        |        |        |        |        | S      | F      |
| Relais 4 × 400 m |        |        |        |        |        |        |        |        |        |        |        |        |        | S      |        |        | F      | F      |        |        |        |
| 20 km marche     |        |        |        |        |        |        |        | F      |        |        |        |        |        |        |        |        |        |        |        |        |        |
| -                |        |        |        |        |        |        |        |        |        |        |        |        |        |        |        |        |        |        |        |        |        |
| Longueur         |        | Q      |        | F      |        |        |        |        |        |        |        |        |        |        |        |        |        |        |        |        |        |
| Triple           |        |        |        |        |        |        |        | Q      |        |        |        |        | F      |        |        |        |        |        |        |        |        |
| Hauteur          |        |        |        |        |        |        |        |        |        |        |        | Q      |        |        |        |        | F      | F      |        |        |        |
| Perche           |        |        |        | Q      |        |        |        |        | F      |        |        |        |        |        |        |        |        |        |        |        |        |
| Poids            |        |        | Q      |        |        | F      | F      |        |        |        |        |        |        |        |        |        |        |        |        |        |        |
| Disque           | Q      |        |        | F      |        |        |        |        |        |        |        |        |        |        |        |        |        |        |        |        |        |
| Marteau          |        |        |        |        |        |        |        |        |        | Q      |        |        |        |        | F      |        |        |        |        |        |        |
| Javelot          |        |        |        |        |        |        |        |        |        |        |        |        |        | Q      |        |        |        |        |        | F      | F      |
| Heptathlon       |        |        |        |        | F      | F      | F      | F      | F      |        |        |        |        |        |        |        |        |        |        |        |        |

## Participation

### Critères de qualification
C'est la dernière fois qu'est appliqué le système des deux minima, A et B ; dès l'édition suivante à Pékin ne subsistera qu'un minima unique. Pour chaque épreuve, une fédération peut engager trois athlètes à condition qu'ils aient réussi chacun les minima A de qualification. Par ailleurs, un seul athlète par nation est inscrit sur la liste de départ si seuls les minima B sont réussis. Les minima de qualification doivent être réalisés entre le 1er octobre et le 29 juillet 2013 (critères IAAF). Pour le marathon, les épreuves de marche et de relais, ainsi que pour le 10 000 m, la période est fixée entre le 1er janvier 2012 et le 29 juillet 2013.
Un pays dont aucun athlète n'a réussi ces minima dans aucune discipline, a néanmoins la possibilité d'engager son meilleur représentant (masculin ou féminin) sur une épreuve, à l'exception du 10 000 m, du 3 000 m steeple et des épreuves combinées (décathlon et heptathlon).
Les athlètes âgés de 18 ou 19 ans au 31 décembre 2013 (nés en 1994 ou 1995) ne peuvent pas participer aux épreuves du marathon et du 50 km marche. Ceux âgés de 16 ou 17 ans (nés en 1996 ou 1997) ne peuvent pas participer aux épreuves de lancers masculins, du décathlon, du 10 000 m, du marathon, et des épreuves de marche athlétique. Enfin, les athlètes âgés de moins de 16 ans au 31 décembre 2013 ne peuvent pas participer à la compétition.
Les champions du monde en titre, les différents champions continentaux en titre, ainsi que les vainqueurs de chaque épreuve de la ligue de diamant 2012, bénéficient d'une invitation pour ces championnats.
| Discipline                | Hommes         | Hommes         | Femmes         | Femmes         |
| Discipline                | Minima A       | Minima B       | Minima A       | Minima B       |
| ------------------------- | -------------- | -------------- | -------------- | -------------- |
| 100 m                     | 10 s 15        | 10 s 21        | 11 s 28        | 11 s 36        |
| 200 m                     | 20 s 52        | 20 s 60        | 23 s 05        | 23 s 30        |
| 400 m                     | 45 s 28        | 45 s 60        | 51 s 55        | 52 s 35        |
| 800 m                     | 1 min 45 s 30  | 1 min 46 s 20  | 2 min 0 s 00   | 2 min 1 s 50   |
| 1 500 m                   | 3 min 35 s 00  | 3 min 37 s 00  | 4 min 5 s 50   | 4 min 9 s 00   |
| 5 000 m                   | 13 min 20 s 00 | 13 min 20 s 00 | 15 min 18 s 00 | 15 min 24 s 00 |
| 10 000 m                  | 27 min 40 s 00 | 28 min 5 s 00  | 31 min 45 s 00 | 32 min 5 s 00  |
| Marathon                  | 2 h 17 min 00  | 2 h 17 min 00  | 2 h 43 min 00  | 2 h 43 min 00  |
| 110 m haies / 100 m haies | 13 s 40        | 13 s 50        | 12 s 94        | 13 s 10        |
| 400 m haies               | 49 s 40        | 49 s 60        | 55 s 40        | 56 s 55        |
| 3 000 m steeple           | 8 min 26 s 00  | 8 min 32 s 00  | 9 min 43 s 00  | 9 min 48 s 00  |
| Relais 4 × 100 m          | 39 s 20        | 39 s 20        | 44 s 00        | 44 s 00        |
| Relais 4 × 400 m          | 3 min 5 s 00   | 3 min 5 s 00   | 3 min 33 s 00  | 3 min 33 s 00  |
| 20 km marche              | 1 h 24 min 0 s | 1 h 26 min 0 s | 1 h 36 min 0 s | 1 h 38 min 0 s |
| 50 km marche              | 4 h 2 min 0 s  | 4 h 16 min 0 s | -              | -              |
| Saut en longueur          | 8,25 m         | 8,10 m         | 6,75 m         | 6,65 m         |
| Triple saut               | 17,20 m        | 16,85 m        | 14,40 m        | 14,20 m        |
| Saut en hauteur           | 2,31 m         | 2,28 m         | 1,95 m         | 1,92 m         |
| Saut à la perche          | 5,70 m         | 5,60 m         | 4,60 m         | 4,50 m         |
| Lancer du poids           | 20,60 m        | 20,10 m        | 18,30 m        | 17,20 m        |
| Lancer du disque          | 66,00 m        | 64,00 m        | 62,00 m        | 59,50 m        |
| Lancer du marteau         | 79,00 m        | 76,00 m        | 72,00 m        | 69,50 m        |
| Lancer du javelot         | 83,50 m        | 81,00 m        | 62,00 m        | 60,00 m        |
| Décathlon / Heptathlon    | 8 200 pts      | 8 000 pts      | 6 100 pts      | 5 950 pts      |

### Nations participantes
1 973 athlètes (1 106 hommes et 867 femmes), issus de 206 fédérations membres de l'IAAF, sont inscrits sur la liste des participants. Ce sont les États-Unis qui présentent la sélection la plus nombreuse, avec 155 athlètes, devant la Russie (118) et l'Allemagne (71). Suivent ensuite le Royaume-Uni (63), l'Ukraine (61), l'Italie (57), la Pologne et la Chine (55), puis la France (51). 87 nations n'ont inscrit qu'un seul athlète.
Le nombre d'athlètes engagés par pays est indiqué entre parenthèses.
| AAA | CAA | ConSudAtle | EAA | NACAC | OAA |
| --- | --- | --- | --- | --- | --- |
| Afghanistan (1) Arabie saoudite (11) Bangladesh (1) Bahreïn (10) Birmanie (1) Bhoutan (1) Cambodge (1) Qatar (5) Chine (55) Taïwan (7) Corée du Nord (4) Corée du Sud (16) Émirats arabes unis (1) Palestine (1) Philippines (1) Hong Kong (6) Inde (15) Indonésie (1) Irak (1) Iran (6) Japon (44) Jordanie (1) Kazakhstan (17) Kirghizistan (2) Koweït (1) Laos (1) Liban (1) Macao (1) Malaisie (1) Maldives (1) Mongolie (2) Oman (1) Pakistan (1) Philippines (1) Singapour (1) Syrie (1) Sri Lanka (8) Thaïlande (2) Tadjikistan (2) Timor oriental (1) Turkménistan (1) Ouzbékistan (3) Vietnam (1) Yémen (1) | Angola (1) Algérie (11) Bénin (1) Botswana (11) Burkina Faso (1) Burundi (1) Cap-Vert (1) Cameroun (1) Tchad (1) Comores (1) Côte d'Ivoire (3) Égypte (4) Éthiopie (46) Érythrée (10) Gabon (2) Gambie (1) Ghana (1) Guinée (1) Guinée-Bissau (1) Guinée équatoriale (1) Kenya (48) Lesotho (3) Madagascar (2) Malawi (1) Mali (1) Maroc (21) Maurice (1) Mauritanie (1) Mozambique (1) Namibie (6) Niger (1) Nigeria (17) République centrafricaine (1) République du Congo (1) République démocratique du Congo (1) Rwanda (2) Sao Tomé-et-Principe (1) Sénégal (5) Seychelles (1) Sierra Leone (1) Somalie (1) Swaziland (1) Afrique du Sud (28) Soudan (1) Tanzanie (2) Togo (1) Tunisie (4) Ouganda (12) Djibouti (1) Zambie (3) Zimbabwe (2) | Argentine (8) Bolivie (2) Brésil (32) Chili (7) Colombie (20) Équateur (12) Guyana (3) Panama (1) Paraguay (1) Pérou (2) Suriname (1) Uruguay (1) Venezuela (15) | Albanie (2) Allemagne (71) Andorre (1) Arménie (1) Autriche (2) Azerbaïdjan (2) Belgique (17) Biélorussie (27) Bosnie-Herzégovine (2) Bulgarie (10) Chypre (2) Croatie (7) Danemark (2) Slovaquie (11) Slovénie (9) Espagne (45) Estonie (9) Finlande (13) France (51) Géorgie (2) Gibraltar (1) Grèce (17) Hongrie (11) Irlande (11) Islande (1) Israël (3) Italie (57) Lettonie (11) Lituanie (14) Luxembourg (1) Malte (1) Moldavie (4) Monaco (1) Monténégro (2) Norvège (11) Pays-Bas (23) Pologne (55) Portugal (12) Royaume-Uni (63) Tchéquie (28) Macédoine du Nord (1) Roumanie (19) Russie (118) Saint-Marin (1) Serbie (8) Suède (24) Suisse (19) Turquie (10) Ukraine (61) | Anguilla (1) Antigua-et-Barbuda (1) Aruba (1) Bahamas (26) Barbade (9) Bermudes (2) Canada (46) Costa Rica (1) Cuba (25) Dominique (1) Salvador (1) États-Unis (155) Grenade (2) Guatemala (6) Haïti (1) Honduras (1) Îles Caïmans (1) Îles Turques-et-Caïques (1) Îles Vierges britanniques (3) Îles Vierges des États-Unis (1) Jamaïque (45) Mexique (16) Montserrat (1) Nicaragua (1) Porto Rico (4) Saint-Christophe-et-Niévès (6) Saint-Vincent-et-les-Grenadines (2) Sainte-Lucie (3) République dominicaine (10) Trinité-et-Tobago (29) | Australie (47) Fidji (2) Guam (1) Kiribati (1) Îles Cook (1) Îles Mariannes du Nord (1) Îles Marshall (1) Îles Salomon (1) États fédérés de Micronésie (1) Nauru (1) Nouvelle-Zélande (9) Palaos (1) Papouasie-Nouvelle-Guinée (2) Polynésie française (1) Samoa (1) Samoa américaines (1) Tonga (1) Tuvalu (1) Vanuatu (1) |

### Forfaits et absences
Plusieurs athlètes médaillés des mondiaux précédents ne participent pas à la compétition pour des raisons diverses. Kim Collins, sprinteur de Saint-Christophe-et-Niévès et médaillé de bronze sur 100 m à Daegu n'est pas retenu dans la sélection de son pays à la suite d'un désaccord avec sa fédération. Par ailleurs, Kenenisa Bekele, quintuple champion du monde qui n'a pas participé aux sélections d'Éthiopie, n'est pas retenu par sa fédération pour cause de résultats insuffisants.
Des athlètes de renom, qui ont accédé au podium lors des championnats du monde 2011, déclarent forfaits pour cette compétition pour cause de blessure. Parmi eux, figurent notamment le Jamaïcain Yohan Blake, champion en titre du 100 m, le Kényan David Rudisha, la Russe Tatyana Chernova, la Britannique Jessica Ennis et la Croate Blanka Vlašić. S'y ajoute la Russe Yuliya Zaripova, championne sortante sur 3 000 m steeple.
Par ailleurs, les marcheurs russes Sergey Kirdyapkin et Olga Kaniskina, champions olympiques en titre, se retirent en amont des championnats officiellement pour des raisons de santé, juste avant des contrôles anti-dopages inopinés[réf. nécessaire].
Enfin, plusieurs médaillés mondiaux ont fait l'objet d'un contrôle antidopage positif avant les championnats et ne sont donc pas retenus par leur fédération. Parmi ceux-ci, figurent l'Américain Tyson Gay, et les Jamaïcains Asafa Powell et Veronica Campbell-Brown. Le 8 août 2013, c'est le tour de la Française Alice Decaux, suspendue six mois par la FFA, puis le 10 août de la Trinidadienne Kelly-Ann Baptiste et du Bahaméen Trevorvano Mackey, retirés par leurs fédérations.

## Compétition

### Faits marquants

#### Hommes

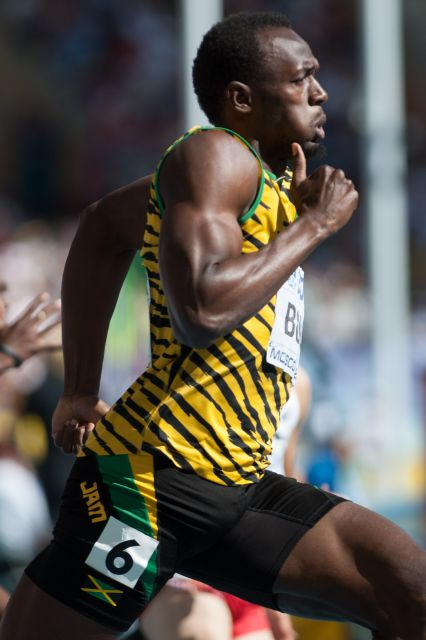
Usain Bolt réalise un nouveau triplé 100 m, 200 m et relais 4 × 100 m.

Les épreuves de sprint sont marquées par le triplé réalisé par le Jamaïcain Usain Bolt sur 100 m, 200 m et relais 4 × 100 m, qui réédite ses performances des championnats du monde 2009 et des Jeux olympiques de 2008 et de 2012. Il remporte tout d'abord l'épreuve du 100 m, deux ans après sa disqualification pour faux-départ aux mondiaux de Daegu, en s'imposant dans le temps de 9 s 77, devant l'Américain Justin Gatlin (9 s 85) et l'autre Jamaïcain Nesta Carter (9 s 95),. Il s'adjuge ensuite le titre mondial du 200 m en établissant la meilleure performance mondiale de l'année en 19 s 66, devant son compatriote Warren Weir (19 s 79) et l'Américain Curtis Mitchell (20 s 04). En fin de compétition, il rejoint les Américains Carl Lewis, Michael Johnson et Allyson Felix en devenant l'athlète le plus titré dans cette compétition avec huit médailles d'or. Il remporte en effet, avec Nesta Carter, Kemar Bailey-Cole et Nickel Ashmeade, l'épreuve du relais 4 × 100 m en 37 s 36, en devançant l'équipe des États-Unis (Silmon, Rodgers, Salaam et Gatlin) et celle du Canada (Smellie, Brown, Richards-Kwok et Warner), qui remportent la médaille de bronze après la disqualification du Royaume-Uni pour passage de témoin hors zone.
Sur 400 m, la victoire revient à l'Américain LaShawn Merritt, titré pour la deuxième fois dans cette épreuve après 2007, qui s'impose en 43 s 74 (meilleure performance mondiale de l'année), devant son compatriote Tony McQuay (44 s 40) et le Dominicain Luguelín Santos (44 s 52). Merritt s'adjuge également la médaille d'or du relais 4 × 400 m, en compagnie de David Verburg, Tony McQuay et Arman Hall en dominant les équipes de Jamaïque et de Russie. Il décroche à cette occasion un septième titre dans cette compétition, sa neuvième médaille au total. Dans l'épreuve du 110 m haies, l'Américain David Oliver établit le meilleur temps mondial de l'année en 13 s 00 et remporte le titre devant son compatriote Ryan Wilson (13 s 13) et le Russe Sergueï Choubenkov (13 s 24). Aries Merritt, champion olympique en titre et détenteur du record du monde se classe à la sixième place en 13 s 31. Sur 400 m haies, le Trinidadien Jehue Gordon établit en finale la meilleure performance mondiale de l'année en 47 s 69, et décroche son premier titre planétaire, devant l'Américain Michael Tinsley (47 s 70) et le Serbe Emir Bekrić (48 s 05).
Les épreuves de demi-fond consacrent les athlètes d'Afrique de l'Est. Sur 800 m, l'Éthiopien Mohammed Aman confirme son statut de favori en devenant champion du monde en 1 min 43 s 31, devant l'Américain Nick Symmonds (1 min 43 s 55) et le Djiboutien Ayanleh Souleiman (1 min 43 s 76). Le Kényan David Rudisha, champion du monde et olympique en titre sur cette distance, ne prend pas part à la compétition en raison d'une blessure au genou. Sur la distance supérieure, le 1 500 m, le Kényan Asbel Kiprop signe son deuxième succès consécutif dans cette épreuve en coupant la ligne d'arrivée en 3 min 36 s 28, devant l'Américain Matthew Centrowitz, médaillé d'argent en 3 min 36 s 78, et le Sud-Africain Johan Cronje, troisième de la course en 3 min 36 s 83. Le Kenya, qui aligne quatre de ses représentants sur 3 000 m steeple, réalise un nouveau doublé dans cette épreuve avec Ezekiel Kemboi et Conseslus Kipruto. Kemboi se détache après le passage de la dernière rivière et remporte son troisième titre mondial d'affilée (sa sixième médaille au total) dans le temps de 8 min 6 s 01, en devançant de 36/100e son compatriote Kipruto. Le Français Mahiedine Mekhissi-Benabbad se classe troisième de la course en 8 min 7 s 86 et décroche sa deuxième médaille de bronze consécutive après Daegu 2011.

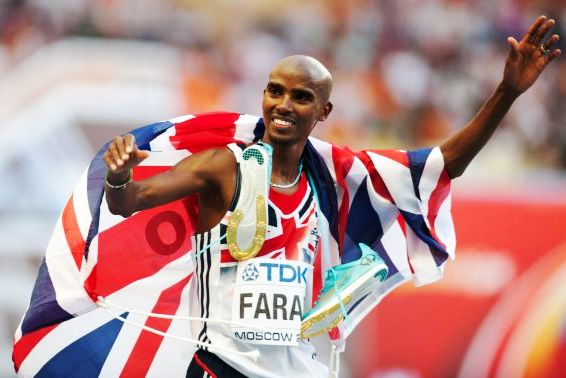
Le Britannique Mohamed Farah devient le deuxième athlète masculin après l'Éthiopien Kenenisa Bekele à remporter le 5000 m et le 10000 m lors des mêmes championnats du monde.

Déjà vainqueur du 5 000 m et du 10 000 m lors des Jeux olympiques de 2012 à Londres, le Britannique Mohamed Farah réalise ce même doublé aux mondiaux de Moscou, rééditant les performances de l'Éthiopien Kenenisa Bekele établis en 2008 et 2009. Il remporte tout d'abord le titre du 10 000 m en ouverture de ces championnats en s'imposant dans le temps de 27 min 21 s 71, devant le tenant du titre éthiopien Ibrahim Jeilan (27 min 22 s 23) et le Kényan Paul Tanui (27 min 22 s 23). Puis, six jours plus tard, il décroche un nouveau titre mondial en s'emparant de la médaille d'or du 5 000 m en 13 min 26 s 98. L'Éthiopien Hagos Gebrhiwet et le Kényan Isiah Koech, qui arrivent respectivement deuxième et troisième en 13 min 27 s 26, sont départagés au millième de seconde. L'épreuve du Marathon, qui se déroule dans les rues de Moscou mais dont le départ et l'arrivée se tiennent au Stade Loujniki, est remporté par l'Ougandais Stephen Kiprotich, déjà couronné lors du marathon olympique de Londres en 2012. Il s'impose en 2 h 9 min 51 s, devant les Éthiopiens Lelisa Desisa (2 min 10 s 12) et Tadesse Tola (2 min 10 s 23), et devient à cette occasion le premier médaillé d'or de l'Ouganda dans cette compétition.
En marche athlétique, le Russe Aleksandr Ivanov remporte l'épreuve du 20 km et succède à son compatriote Valeriy Borchin, sacré aux mondiaux de 2009 et de 2011. Ivanov établit un nouveau record personnel en 1 h 20 min 58 s et devance à l'arrivée le Chinois Chen Ding et l'Espagnol Miguel Ángel López. Sur la distance du 50 km, le titre échappe pour la première fois depuis 2007 à un athlète russe. L'Irlandais Robert Heffernan s'impose en effet dans le temps de 3 h 37 min 56 s, record personnel et meilleure performance mondiale de l'année, devant le Russe Mikhail Ryzhov et l'Australien Jared Tallent.

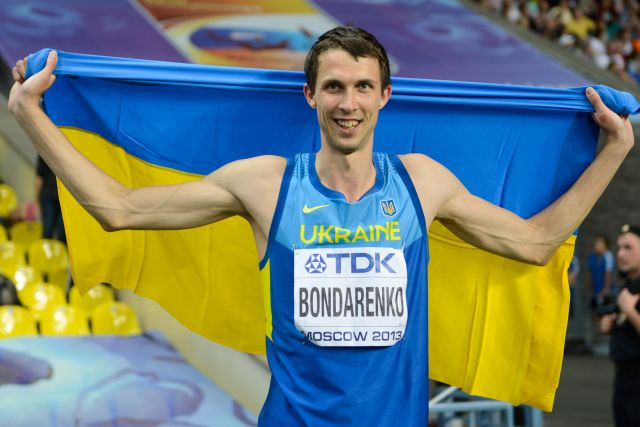
L'Ukrainien Bohdan Bondarenko remporte l'épreuve du saut en hauteur en établissant un nouveau record des championnats avec 2.41 m.

Dans l'épreuve du saut à la perche, l'Allemand Raphael Holzdeppe franchit une barre à 5,89 m et devance au nombre d'essais le Français Renaud Lavillenie, l'autre Allemand Björn Otto complétant le podium avec 5,82 m. Au saut en hauteur, l'Ukrainien Bohdan Bondarenko égale sa meilleure performance de 2,41 m et signe un nouveau record des championnats en remportant son premier titre mondial, devant le Qatari Mutaz Essa Barshim et le Canadien Derek Drouin (2,38 m). En longueur, le Russe Aleksandr Menkov devient le premier athlète européen à s'imposer dans cette épreuve en réalisant la marque de 8,56 m à son cinquième essai. Il réalise à cette occasion la meilleure performance dans cette discipline depuis la saison 2009 et devance sur le podium le Néerlandais Ignisious Gaisah (8,29 m) et le Mexicain Luis Rivera (8,27 m). Au triple saut, le Français Teddy Tamgho décroche son premier titre mondial en devenant le troisième athlète à dépasser la limite des dix-huit mètres avec 18,04 m, devançant le Cubain Pedro Pablo Pichardo (17,68 m) et l'Américain Will Claye (17,52 m).
Lors du concours du lancer du marteau, le Polonais Pawel Fajdek établit la meilleure performance mondiale de l'année à son premier essai avec la marque de 81,97 m, remportant le titre mondial devant le favori hongrois Krisztián Pars (80,30 m) et le Tchèque Lukás Melich (79,36 m). Au lancer du disque, la victoire revient à l'Allemand Robert Harting, qui décroche son troisième titre d'affilée après Berlin en 2009 et Daegu en 2011. Il établit la marque de 69,11 m à sa quatrième tentative et devance le Polonais Piotr Małachowski, deuxième avec 68,36 m et l'Estonien Gerd Kanter, médaillé de bronze avec 65,19 m. L'épreuve du lancer du poids est remportée par l'Allemand David Storl qui, à l'instar de son compatriote Robert Harting, parvient à conserver son titre mondial. Il réalise son meilleur jet de la saison à son quatrième essai avec 21,73 m et précède l'Américain Ryan Whiting (21,57 m) et le Canadien Dylan Armstrong (21,34 m). Le dernier titre masculin dans les épreuves de lancers est décerné au lancer du javelot au Tchèque Vítězslav Veselý qui remporte son premier titre mondial en atteignant la marque de 87,17 m, et ce dès sa première tentative. Le Finlandais Tero Pitkämäki, termine deuxième du concours avec 87,07 m, le Russe Dmitriy Tarabin troisième avec 86,23 m.
Enfin, au décathlon, l'Américain Ashton Eaton, champion olympique et détenteur du record du monde de la discipline, décroche le titre de champion du monde en totalisant 8 809 pts à l'issue des dix épreuves. L'Allemand Michael Schrader est médaillé d'argent avec 8 670 pts et le Canadien Damian Warner médaillé de bronze avec 8 512 pts. Le Sud-Africain Willem Coertzen, neuvième de l'épreuve avec 8 343 pts, bat le record d'Afrique.

#### Femmes
Lors de la finale du relais 4 × 100 m, les Françaises Ayodelé Ikuesan, Céline Distel, Stella Akakpo et Myriam Soumaré finissent initialement deuxièmes. Après avoir reçu leurs médailles, elles sont disqualifiées à la suite d'un passage de témoin hors zone entre Ikuesan et Soumaré.

### Podiums

#### Hommes
| Épreuves                              | Or | Argent | Bronze |
| ------------------------------------- | --- | --- | --- |
| 100 m Détails, Vent : - 0,3 m/s       | Usain Bolt 9 s 77 (SB) | Justin Gatlin 9 s 85 (SB)                                                                                                   | Nesta Carter 9 s 95 |
| 200 m Détails, Vent : + 0,0 m/s       | Usain Bolt 19 s 66 (WL) | Warren Weir 19 s 79 (PB) | Curtis Mitchell 20 s 04 |
| 400 m Détails                         | LaShawn Merritt 43 s 74 (WL ,PB) | Tony McQuay 44 s 40 (PB) | Luguelín Santos 44 s 52 (SB) |
| 800 m Détails                         | Mohammed Aman 1 min 43 s 31 (SB) | Nick Symmonds 1 min 43 s 55 (SB)                                                                                            | Ayanleh Souleiman 1 min 43 s 76                                                                                                   |
| 1 500 m Détails                       | Asbel Kiprop 3 min 36 s 28 | Matthew Centrowitz 3 min 36 s 78                                                                                            | Johan Cronje 3 min 36 s 83 |
| 5 000 m Détails                       | Mohamed Farah 13 min 26 s 98 | Hagos Gebrhiwet 13 min 27 s 26                                                                                              | Isiah Koech 13 min 27 s 26 |
| 10 000 m Détails                      | Mohamed Farah 27 min 21 s 71 (SB) | Ibrahim Jeilan 27 min 22 s 23 (SB)                                                                                          | Paul Tanui 27 min 22 s 61 |
| Marathon Détails                      | Stephen Kiprotich 2 h 09 min 51 s | Lelisa Desisa 2 h 10 min 12 s                                                                                               | Tadesse Tola 2 h 10 min 23 s |
| 20 km marche Détails                  | Chen Ding 1 h 21 min 9 s | Miguel Ángel López 1 h 21 min 21 s                                                                                          | João Vieira 1 h 22 min 05 s |
| 50 km marche Détails                  | Robert Heffernan 3 h 37 min 56 s (WL, PB)                                                                                             | Jared Tallent 3 h 40 min 3 s                                                                                                | Ihor Hlavan 3 h 40 min 39 s |
| 110 m haies Détails, Vent : + 0,3 m/s | David Oliver 13 s 00 (WL) | Ryan Wilson 13 s 13 | Sergueï Choubenkov 13 s 24 |
| 400 m haies Détails                   | Jehue Gordon 47 s 69 (WL, NR) | Michael Tinsley 47 s 70 (PB)                                                                                                | Emir Bekrić 48 s 05 (NR) |
| 3 000 m steeple Détails               | Ezekiel Kemboi 8 min 6 s 01 | Conseslus Kipruto 8 min 6 s 37                                                                                              | Mahiedine Mekhissi-Benabbad 8 min 7 s 86                                                                                          |
| 4 × 100 m Détails                     | Jamaïque Nesta Carter Kemar Bailey-Cole Nickel Ashmeade Usain Bolt 37 s 36 (WL) Participation aux séries : Warren Weir Oshane Bailey  | États-Unis Charles Silmon Mike Rodgers Rakieem Salaam Justin Gatlin 37 s 66                                                 | Canada Gavin Smellie Aaron Brown Dontae Richards-Kwok Justyn Warner 37 s 92                                                       |
| 4 × 400 m Détails                     | États-Unis David Verburg Tony McQuay Arman Hall LaShawn Merritt 2 min 58 s 71 (WL) Participation aux séries : James Harris Josh Mance | Jamaïque Rusheen McDonald Edino Steele Omar Johnson Javon Francis 2 min 59 s 88 (SB) Participation aux séries : Javere Bell | Royaume-Uni Conrad Williams Martyn Rooney Michael Bingham Nigel Levine 3 min 0 s 88 (SB) Participation aux séries : Jamie Bowie 0 |
| Saut en hauteur Détails               | Bohdan Bondarenko 2,41 m (WL, CR, NR)                                                                                                 | Mutaz Essa Barshim 2,38 m                                                                                                   | Derek Drouin 2,38 m (NR) |
| Saut à la perche Détails              | Raphael Holzdeppe 5,89 m | Renaud Lavillenie 5,89 m | Björn Otto 5,82 m |
| Saut en longueur Détails              | Aleksandr Menkov 8,56 m (WL, NR) | Ignisious Gaisah 8,29 m (NR)                                                                                                | Luis Rivera 8,27 m |
| Triple saut Détails                   | Teddy Tamgho 18,04 m (WL, NR) | Pedro Pablo Pichardo 17,68 m                                                                                                | Will Claye 17,52 m |
| Lancer du poids Détails               | David Storl 21,73 m (SB) | Ryan Whiting 21,57 m | Dylan Armstrong 21,34 m (SB) |
| Lancer du disque Détails              | Robert Harting 69,11 m | Piotr Małachowski 68,36 m                                                                                                   | Gerd Kanter 65,19 m |
| Lancer du marteau Détails             | Paweł Fajdek 81,97 m (WL, PB) | Krisztián Pars 80,30 m | Lukáš Melich 79,36 m |
| Lancer du javelot Détails             | Vítězslav Veselý 87,17 m | Tero Pitkämäki 87,07 m | Dmitriy Tarabin 86,23 m |
| Décathlon Détails                     | Ashton Eaton 8 809 pts (WL) | Michael Schrader 8 670 pts (PB)                                                                                             | Damian Warner 8 512 pts (PB) |

#### Femmes
| Épreuves                             | Or | Argent                                                                                       | Bronze |
| ------------------------------------ | --- | -------------------------------------------------------------------------------------------- | --- |
| 100 m Détails, Vent : - 0,3 m/s      | Shelly-Ann Fraser-Pryce 10 s 71 (WL) | Murielle Ahouré 10 s 93                                                                      | Carmelita Jeter 10 s 94 |
| 200 m Détails, Vent : - 0,3 m/s      | Shelly-Ann Fraser-Pryce 22 s 17 | Murielle Ahouré 22 s 32                                                                      | Blessing Okagbare 22 s 32 |
| 400 m Détails                        | Christine Ohuruogu 49 s 41 (NR) | Amantle Montsho 49 s 41                                                                      | Stephenie Ann McPherson 49 s 99                                                                                                 |
| 800 m Détails                        | Eunice Sum 1 min 57 s 38 (PB) | Brenda Martinez 1 min 57 s 91 (PB)                                                           | Alysia Montano 1 min 57 s 95 |
| 1 500 m Détails                      | Abeba Aregawi 4 min 2 s 67 | Jennifer Simpson 4 min 2 s 99                                                                | Hellen Obiri 4 min 3 s 86 |
| 5 000 m Détails                      | Meseret Defar 14 min 50 s 19 | Mercy Cherono 14 min 51 s 22                                                                 | Almaz Ayana 14 min 51 s 33 |
| 10 000 m Détails                     | Tirunesh Dibaba 30 min 43 s 35 | Gladys Cherono 30 min 45 s 17                                                                | Belaynesh Oljira 30 min 46 s 98                                                                                                 |
| Marathon Détails                     | Edna Kiplagat 2 h 25 min 44 s | Valeria Straneo 2 h 25 min 58 s (SB)                                                         | Kayoko Fukushi 2 h 27 min 45 s                                                                                                  |
| 20 km marche Détails                 | Liu Hong 1 h 28 min 10 s | Sun Huanhuan 1 h 28 min 32 s                                                                 | Elisa Rigaudo 1 h 28 min 41 s                                                                                                   |
| 100 m haies Détails, Vent : -0,6 m/s | Brianna Rollins 12 s 44 | Sally Pearson 12 s 50 (SB)                                                                   | Tiffany Porter 12 s 55 (PB) |
| 400 m haies Détails                  | Zuzana Hejnová 52 s 83 (WL, NR) | Dalilah Muhammad 54 s 09                                                                     | Lashinda Demus 54 s 27 |
| 3 000 m steeple Détails              | Milcah Cheywa 9 min 11 s 65 (WL) | Lydia Chepkurui 9 min 12 s 55 (PB)                                                           | Sofia Assefa 9 min 12 s 84 (SB)                                                                                                 |
| 4 × 100 m Détails                    | Jamaïque Carrie Russell Kerron Stewart Schillonie Calvert Shelly-Ann Fraser-Pryce 41 s 29 (WL, CR) Participation aux séries : Sheri-Ann Brooks | États-Unis Jeneba Tarmoh Alexandria Anderson English Gardner Octavious Freeman 42 s 75       | Grande-Bretagne Dina Asher-Smith Ashleigh Nelson Annabelle Lewis Hayley Jones 42 s 87                                           |
| 4 × 400 m Détails                    | États-Unis Jessica Beard Natasha Hastings Ashley Spencer Francena McCorory 3 min 20 s 41 (SB) Participation aux séries : Joanna Atkins         | Grande-Bretagne Eilidh Child Shana Cox Margaret Adeoye Christine Ohuruogu 3 min 22 s 61 (SB) | France Marie Gayot Lénora Guion-Firmin Muriel Hurtis Floria Guei 3 min 24 s 21 (SB) Participation aux séries : Phara Anarchasis |
| Saut en hauteur Détails              | Brigetta Barrett 2,00 m | Ruth Beitia Anna Chicherova 1,97 m                                                           | |
| Saut à la perche Détails             | Yelena Isinbayeva 4,89 m (SB) | Jennifer Suhr 4,82 m                                                                         | Yarisley Silva 4,82 m |
| Saut en longueur Détails             | Brittney Reese 7,01 m | Blessing Okagbare 6,99 m                                                                     | Ivana Španović 6,82 m (NR) |
| Triple saut Détails                  | Caterine Ibargüen 14,85 m (WL) | Ekaterina Koneva 14,81 m                                                                     | Olha Saladuha 14,65 m |
| Lancer du poids Détails              | Valerie Adams 20,88 m | Christina Schwanitz 20,41 m (PB)                                                             | Gong Lijiao 19,95 m |
| Lancer du disque Détails             | Sandra Perković 67,99 m | Mélina Robert-Michon 66,28 m (NR)                                                            | Yarelys Barrios 64,96 m |
| Lancer du marteau Détails            | Anita Włodarczyk 78,46 m (WL,CR,NR) | Zhang Wenxiu 75,58 m (SB)                                                                    | Zheng Wang 74,90 m (PB) |
| Lancer du javelot Détails            | Christina Obergföll 69,05 m (SB) | Kimberley Mickle 66,60 m (PB)                                                                | Mariya Abakumova 65,09 m |
| Heptathlon Détails                   | Hanna Melnychenko 6 586 pts (PB) | Brianne Theisen-Eaton 6 530 pts (PB)                                                         | Dafne Schippers 6 477 pts (NR)                                                                                                  |

## Classement

### Tableau des médailles
Sur les 206 pays participants, 39 ont obtenu au moins une médaille et 19 d'entre eux ont remporté au moins un titre.
- Pays organisateur (Russie)

| Rang  | Nation                 | Or | Argent | Bronze | Total |
| ----- | ---------------------- | -- | ------ | ------ | ----- |
| 1     | États-Unis             | 8  | 13     | 5      | 26    |
| 2     | Jamaïque               | 6  | 2      | 2      | 10    |
| 3     | Kenya                  | 5  | 4      | 3      | 12    |
| 4     | Allemagne              | 4  | 2      | 1      | 7     |
| 5     | Éthiopie               | 3  | 3      | 4      | 10    |
| 6     | Grande-Bretagne        | 3  | 1      | 3      | 7     |
| 7     | Chine                  | 2  | 2      | 2      | 6     |
| 8     | Pologne                | 2  | 1      | 0      | 3     |
| 9     | Ukraine                | 2  | 0      | 2      | 4     |
| 10    | Tchéquie               | 2  | 0      | 1      | 3     |
| 11    | Russie                 | 1  | 2      | 3      | 6     |
| 12    | France                 | 1  | 2      | 2      | 5     |
| 13    | Colombie               | 1  | 0      | 0      | 1     |
| 13    | Croatie                | 1  | 0      | 0      | 1     |
| 13    | Irlande                | 1  | 0      | 0      | 1     |
| 13    | Nouvelle-Zélande       | 1  | 0      | 0      | 1     |
| 13    | Ouganda                | 1  | 0      | 0      | 1     |
| 13    | Suède                  | 1  | 0      | 0      | 1     |
| 13    | Trinité-et-Tobago      | 1  | 0      | 0      | 1     |
| 20    | Australie              | 0  | 3      | 0      | 3     |
| 21    | Côte d'Ivoire          | 0  | 2      | 0      | 2     |
| 21    | Espagne                | 0  | 2      | 0      | 2     |
| 23    | Canada                 | 0  | 1      | 4      | 5     |
| 24    | Cuba                   | 0  | 1      | 2      | 3     |
| 25    | Pays-Bas               | 0  | 1      | 1      | 2     |
| 25    | Nigeria                | 0  | 1      | 1      | 2     |
| 25    | Italie                 | 0  | 1      | 1      | 2     |
| 28    | Botswana               | 0  | 1      | 0      | 1     |
| 28    | Finlande               | 0  | 1      | 0      | 1     |
| 28    | Hongrie                | 0  | 1      | 0      | 1     |
| 28    | Qatar                  | 0  | 1      | 0      | 1     |
| 32    | Serbie                 | 0  | 0      | 2      | 2     |
| 33    | Djibouti               | 0  | 0      | 1      | 1     |
| 33    | Estonie                | 0  | 0      | 1      | 1     |
| 33    | Japon                  | 0  | 0      | 1      | 1     |
| 33    | Mexique                | 0  | 0      | 1      | 1     |
| 33    | Portugal               | 0  | 0      | 1      | 1     |
| 33    | République dominicaine | 0  | 0      | 1      | 1     |
| 33    | Afrique du Sud         | 0  | 0      | 1      | 1     |
| Total | Total                  | 47 | 48     | 46     | 141   |

### Finalistes
Le classement suivant est établi par l'IAAF en attribuant des points en fonction des places de finalistes (8 points pour une première place, 7 points pour une deuxième place et ainsi de suite jusqu'à la huitième place avec un point).
| Rang | Pays            | 1 | 2  | 3 | 4 | 5 | 6 | 7 | 8 | Pts |
| ---- | --------------- | - | -- | - | - | - | - | - | - | --- |
| 1    | États-Unis      | 6 | 14 | 5 | 9 | 6 | 9 | 2 | 6 | 282 |
| 2    | Kenya           | 5 | 4  | 3 | 6 | 2 | 3 | 3 | 0 | 139 |
| 3    | Russie          | 1 | 2  | 3 | 1 | 8 | 1 | 9 | 5 | 103 |
| 4    | Allemagne       | 4 | 2  | 1 | 7 | 2 | 1 | 1 | 2 | 102 |
| 5    | Jamaïque        | 6 | 2  | 1 | 4 | 2 | 0 | 0 | 4 | 100 |
| 6    | Éthiopie        | 3 | 3  | 4 | 2 | 3 | 0 | 2 | 2 | 97  |
| 7    | Grande-Bretagne | 3 | 0  | 3 | 2 | 5 | 1 | 1 | 2 | 79  |
| 8    | Ukraine         | 2 | 0  | 1 | 2 | 2 | 1 | 4 | 0 | 51  |
| 9    | France          | 1 | 2  | 1 | 2 | 0 | 0 | 5 | 2 | 50  |
| 10   | Pologne         | 1 | 2  | 0 | 1 | 0 | 4 | 2 | 1 | 44  |

## Records
Trois records continentaux, trois records des championnats du monde et vingt-deux « meilleures performances mondiales de l'année » sont améliorés lors des championnats du monde 2013, aucun record du monde n'est établi.

### Records continentaux
| Date         | Épreuve                  | Nouveau record  | Nouveau record                     | Ancien record  | Ancien record | Ancien record   |
| ------------ | ------------------------ | --------------- | ---------------------------------- | -------------- | ------------- | --------------- |
| Date         | Épreuve                  | Athlète         | Performance                        | Athlète        | Performance   | Date            |
| 11 août 2013 | Décathlon                | Willem Coertzen | 8 343 points (record d'Afrique)    | Larbi Bouraada | 8 302 points  | 17 juillet 2011 |
| 18 août 2013 | Relais 4 × 100 m féminin | Brésil          | 42 s 29 (record d'Amérique du Sud) | Brésil         | 42 s 55       | 9 août 2012     |
| 18 août 2013 | Relais 4 × 100 m féminin | Jamaïque        | 41 s 29 (record CAC)               | Jamaïque       | 41 s 41       | 10 août 2012    |

### Records des championnats
| Date         | Épreuve                   | Nouveau record    | Nouveau record | Ancien record    | Ancien record | Ancien record |
| ------------ | ------------------------- | ----------------- | -------------- | ---------------- | ------------- | ------------- |
| Date         | Épreuve                   | Athlète           | Performance    | Athlète          | Performance   | Date          |
| 15 août 2013 | Saut en hauteur masculin  | Bohdan Bondarenko | 2,41 m         | Javier Sotomayor | 2,40 m        | 22 août 1993  |
| 16 août 2013 | Lancer du marteau féminin | Anita Włodarczyk  | 78,46 m        | Anita Włodarczyk | 77,96 m       | 22 août 2009  |
| 18 août 2013 | Relais 4 × 100 m féminin  | Jamaïque          | 41 s 29        | États-Unis       | 41 s 47       | 9 août 1997   |

## Dopage
Le 14 juillet 2013, les médias révèlent que Tyson Gay, Asafa Powell et quatre autres athlètes jamaïcains ont été contrôlés positifs et n'iront pas aux Championnats du monde. Nesta Carter, suspecté au début de l'affaire, est lavé de tout soupçon par la suite et peut participer.
Le 20 septembre 2013, la Fédération internationale (IAAF) annonce que sept athlètes ont été contrôlés positifs à l’occasion de ces Mondiaux. L'Ukrainien Roman Avramenko, qui s'était classé 5e au javelot, a été contrôlé positif à un stéroïde, les six autres tricheurs ne figuraient pas parmi les finalistes. Au total, 538 athlètes ont fait l’objet d’un contrôle urinaire durant la compétition et 132 avant.

## Difficultés rencontrées
(mars 2017).
Les médias français et internationaux ont souligné les nombreuses difficultés rencontrées par les organisateurs de ces championnats dans différents domaines : 
- une ambiance morne, due au faible nombre de spectateurs (artificiellement gonflé par plus de 120 000 invités pour remplir les gradins du stade Loujniki), à part peut-être le dernier week-end[réf. nécessaire]. Les sessions matinales se déroulaient au mieux devant 9000 spectateurs. La cérémonie d'ouverture n'a compté que 40461 spectateurs et dans la semaine, entre 20000 et 30000 spectateurs par soir[réf. nécessaire]. Pourtant les billets gratuits ont été distribués généreusement et ceux ouverts à la vente, à 100 roubles (soit 2,30 €) étaient loin d'être prohibitifs[réf. nécessaire]. Les Russes, d'après L'Équipe, se rendent peu au stade et il aurait fallu compter sur des touristes alors que l'hebergement et le coût de la vie est souvent excessif. Enfin, le public présent semblait peu au fait des usages en la matière (silence avant les départs ; absence de fair-play si des Russes étaient en piste[réf. nécessaire]) ;
- une organisation défaillante, pointée par l'IAAF, notamment sur la piste mais aussi dans l'hébergement des équipes (la sélection française a su deux jours avant son arrivée qu'elle devait séjourner dans un autre hôtel que celui réservé)[réf. nécessaire]. La course d'élan tronquée du saut à la perche, des décathloniens privés du traditionnel tour d'honneur après le 1500 m, la disqualification tardive des relayeuses françaises, le lancer annulé de David Storl sans raison, ne sont que certaines des défaillances les plus évidentes des organisateurs : « Nous n'avons tout simplement pas l'expérience d'organiser de grands événements d'athlétisme » selon Tatyana Lebedeva vice-présidente de la Fédération russe d'athlétisme ;[réf. nécessaire]
- une polémique sur la loi russe, promulguée en juin 2013, interdisant toute propagande en faveur l'homosexualité, en présence de mineurs, a été entretenue par les déclarations souvent contradictoires des athlètes et des organisateurs[réf. nécessaire]. Nick Symmonds dédie sa médaille d'argent à ses amis gays. Emma Green Tregaro peint ses ongles aux couleurs de l'arc-en-ciel avant d'être poussée par sa féderation, sur demande pressante de l'IAAF, d'en changer la couleur, Yelena Isinbaeva fait une première déclaration en conférence de presse, hostile aux homosexuels[réf. nécessaire], avant de faire machine arrière, prétendant de ne pas savoir parler anglais couramment, sans compter les affirmations tonitruantes d'Aleksey Sorokin, responsable de l'organisation de la Coupe du monde de football 2018 sur le fait que « les Jeux olympiques ou la Coupe du monde ne sont pas une scène pour les différents points de vue... Pas pour les nazis, pas pour les autres modes de vie »[réf. nécessaire]. Jacques Rogge, président du CIO, critique les propos homophobes d'Isinbayeva tenus à Moscou : « C'est décevant. Heureusement qu'elle a rectifié ses propos. Mais elle n'aurait pas dû intervenir ainsi[54] ». Enfin, un baiser sur la bouche, sur le podium, entre deux relayeuses russes du 4 × 400 m entretient la chronique médiatique dans ce domaine[réf. nécessaire] ;
- enfin le racisme patent et latent du public et de la société russe est mis en avant par les médias. Les athlètes africains se voient priés de ne pas sortir seuls le soir[réf. nécessaire]. Christophe Lemaitre, souligne L'Équipe, a été presque autant acclamé qu'Usain Bolt, sans autre raison évidente que la couleur de sa peau[55].

## Légende
Records et Performances
- AR : Record continental (area record)
- CR : Record des championnats (championship record)
- MR : Record du meeting (meet record)
- NR : Record national (national record)
- OR : Record olympique (olympic record)
- PR : Record paralympique (paralympic record)
- PB : Record personnel (personal best)
- SB : Meilleure performance personnelle de la saison (season's best)
- WL : Meilleure performance mondiale de l'année (world leader)
- WJR : Record du monde junior (world junior record)
- WR : Record du monde (world record)

Circonstances et Conditions
- DNF : N'a pas terminé (did not finish)
- DNS : N'a pas pris le départ (did not start)
- DQ : Disqualification (disqualification)
- NM : Aucun essai valable enregistré (No Mark)
- Q : Qualifié « directement » au prochain tour (ou à la prochaine compétition), lors d'une compétition majeure, grâce au classement ou à la réalisation des minima (automatic qualifier)
- q : Qualifié au prochain tour (ou à la prochaine compétition), lors d'une compétition majeure, grâce au repêchage ou à la réalisation de l'une des meilleures performances parmi celles des « non qualifiés directement » (grâce au meilleur temps ou à la meilleure distance par exemple) (secondary qualifier)